# Sezona mira u Parizu
Sezona mira u Parizu (francouzsky Une saison de paix à Paris) je francouzsko-jugoslávský hraný film z roku 1981, který režíroval Predrag Golubović. Film měl premiéru na Mezinárodním filmovém festivalu v Moskvě 15. července 1981, kde získal zvláštní cenu.

## Děj
Elen je mladá sochařka, která žije v Paříži. Seznámí se s Draganem, který do města přijel z Jugoslávie, aby zde zkoumal kořeny neonacismu u mladé generace. Stanou se z nich milenci. Postupně zjistí, že oba jako děti přežili koncentrační tábor.

## Obsazení
| Maria Schneiderová | Elen           |
| Dragan Nikolić     | Dragan         |
| Alain Noury        | Mikelandjelo   |
| Miki Manojlović    | Josko          |
| Raf Vallone        | kapitán Müller |
| Predrag Milinković | policista      |
| Janez Vrhovec      | dělník         |